# Санта-Крус-дель-Ретамар
Санта-Крус-дель-Ретамар (ісп. Santa Cruz del Retamar) — муніципалітет в Іспанії, у складі автономної спільноти Кастилія-Ла-Манча, у провінції Толедо. Населення — 3560 осіб (2021).
Муніципалітет розташований на відстані близько 55 км на південний захід від Мадрида, 34 км на північний захід від Толедо.
На території муніципалітету розташовані такі населені пункти: (дані про населення за 2010 рік)
- Калальберче: 956 осіб
- Санта-Крус-дель-Ретамар: 2036 осіб
- Крус-Верде: 6 осіб

## Демографія
Динаміка населення (INE ):

## Галерея зображень

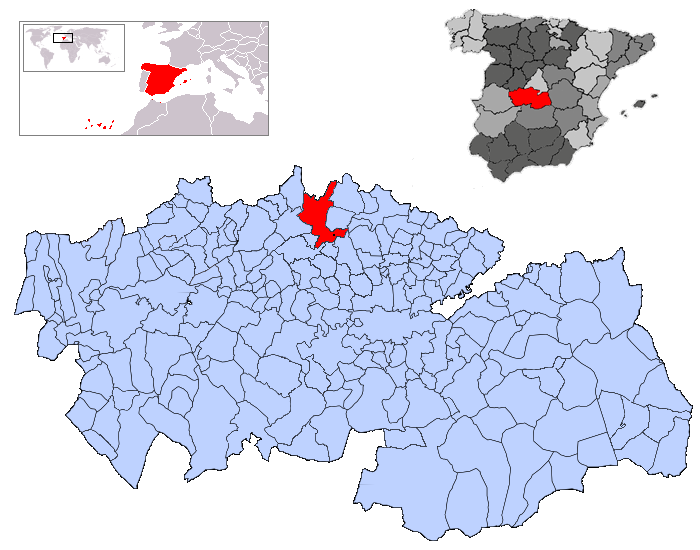
Розташування муніципалітету у провінції Толедо